# National Council of Associations of Chinese Language Schools
National Council of Associations of Chinese Language Schools of NCACLS is een koepelorganisatie voor alle Chinese scholen in de Verenigde Staten. De organisatie onderhoudt banden met Chinese scholen in zevenenveertig Amerikaanse staten en heeft een totaal van ongeveer 100.000 studenten, grotendeels Chinese Amerikanen. De vereniging werd op 16 april 1994 opgericht. De oprichter is de Southern California Council of Chinese Schools. Het begon als een samenwerking tussen een paar regionale verenigingen van Chinese scholen. Naderhand werden steeds meer van deze verenigingen lid van deze koepelorganisatie. Zelfs vier Chinese scholen op Taiwan zijn nu lid van de NCACLS. De koepelorganisatie is een non-gouvermentele organisatie (NGO). Het hoofddoel van de NCACLS is om de Chinese taal en cultuur te bevorderen.